# Biscione

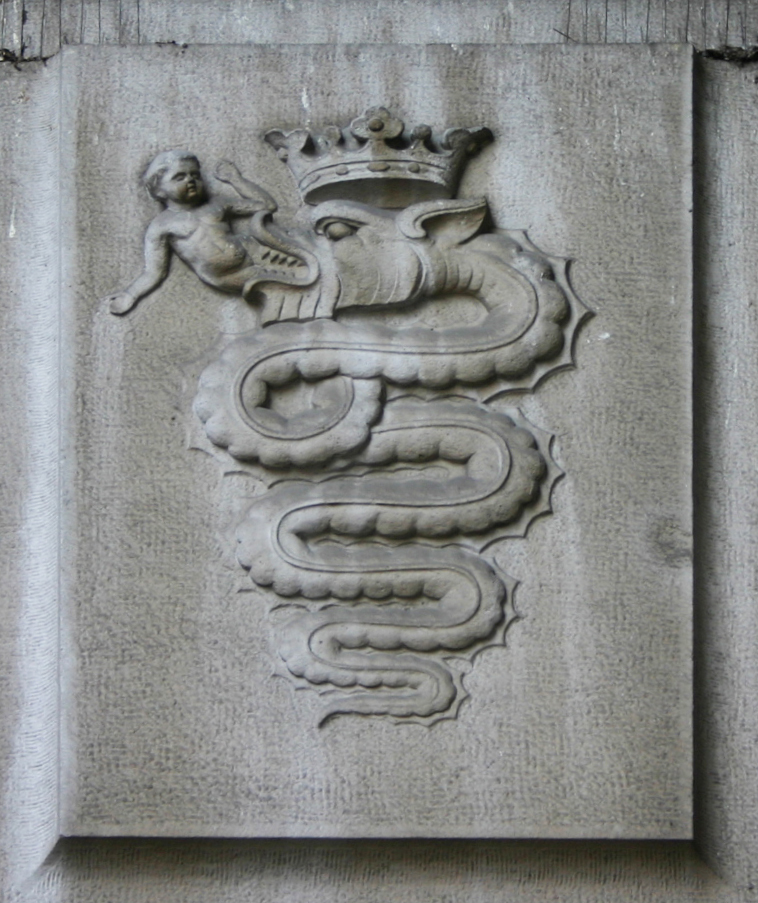
O biscione como símbolo de Milão, aqui visto na estação férrea central de Milão.

Brasão da Casa de Visconti.

O biscione ("cobra grande"), também conhecido como vipera ("víbora") ou em milanês bisson, é uma carga heráldica que mostra em argent uma serpente azure a dar à luz um ser humano; geralmente uma criança por vezes descrita como moura. É o brasão da Casa de Visconti há mais de mil anos. As suas origens são desconhecidas. No entanto, foi reclamado como sendo do brasão de armas de um sarraceno morto por Ottone Visconti durante as Cruzadas. 
O biscione aparece também no brasão de armas da Casa de Sforza, na cidade de Milão, no histórico Ducado de Milão (1395-1797) e Insúbria. É também usado como emblema da equipa de futebol do Inter de Milão, pela Alfa Romeo e pela Fininvest (em uma versão onde uma flor substitui uma criança).